# Rhythm Inside
Rhythm Inside è un brano musicale interpretato dal cantante belga Loïc Nottet e pubblicato nel 2015.
La canzone ha rappresentato il Belgio all'Eurovision Song Contest 2015 tenutosi a Vienna.

## Il brano
La canzone è stata scritta dallo stesso Loïc Nottet con Beverly Jo Scott.
Nella manifestazione canora europea la canzone si è classificata al quarto posto finale con un totale di 217 punti.

## Tracce
1. Rhythm Inside – 2:52

## Classifiche
| Classifica (2015) | Posizione massima |
| ----------------- | ----------------- |
| Austria           | 2                 |
| Belgio (Fiandre)  | 1                 |
| Belgio (Vallonia) | 1                 |
| Francia           | 85                |
| Germania          | 21                |
| Islanda           | 30                |
| Paesi Bassi       | 26                |
| Svezia            | 12                |
| Svizzera          | 34                |